# Abdelhak Sameur
Abdelhak Sameur (sinh ngày 12 tháng 11 năm 1990 ở Khenchela) là một cầu thủ bóng đá người Algérie. Hiện tại anh thi đấu cho CR Belouizdad ở Giải bóng đá hạng nhất quốc gia Algérie.